# 露薏絲·坎貝爾
露薏絲·坎貝爾（Louise Campbell，1970年—）是現今丹麥最搶手的年輕家具和照明設計師，她是當代丹麥設計和實驗中的領先人物。她1992年畢業於倫敦家具學院，1996年起經營以自己名字命名的「坎貝爾工作室」，並與皇家哥本哈根瓷器、HAY、Baccarat、Louis Poulsen、Zanotta及Holmegaard等國際級大品牌一起合作產品開發。她的作品可見於紐約現代藝術博物館及龐畢度中心等知名美術館。